# 王杜
王杜（1878年—？）字晦如，浙江杭县人，清朝及中华民国政治人物。

## 生平
王杜是1900年、1901年庚子辛丑併科举人。他历任黑龙江巡抚署文案处帮办，绥化府、黑河府及龙江府知府，黑龙江省公署秘书，警务公所总办，山东省公署秘书。
中华民国成立后，他任北京政府国务院佥事，机要局参事，黑龙江省黑河道道尹，大总统府顾问，平政院评事，交通部参事。